# Børge Petersen
|  | Se Børge Hougaard Petersen for den danske roer med samme navn |
Børge Petersen (født 24. februar 1805 i København, død 9. februar 1879) var en dansk hattemager og politiker.
B. Petersen var søn af hattemager Lars Petersen. Han gik på Borgerdydskolen i København 1815-1819 og var derefter lærling hos sin far. Han blev udlært hattemagersvend i 1822. Lars Petersen døde i 1825, og Børge Petersen bestyrede derefter hattemagerforretningen for sin mor frem til 1831 hvor han overtog forretningen og sine forældres hus i Adelgade.
Petersen var medstifter af Haandværkerforeningen i 1840 og blev i 1841 bestyrelsesmedlem i Haandværkerstiftelsen og var formand for stiftelsen fra 1865 til sin død i 1879. Han var i bestyrelsen for Det forenede Velgørenhedsselskab fra 1845 og det formand fra 1864.
Han var medlem af Københavns Borgerrepræsentation fra 1842 til 1858 hvor han blev rådmand. Han var kongevalgt medlem af Den Grundlovgivende Rigsforsamling fra 21. oktober 1848 til 5. juni 1849. Han opstillede ikke til rigsdagsvalg.
Petersen blev udnævnt til ridder af Dannebrog i 1857, til justitsråd i 1867 og til dannebrogsmand i 1871.